# Евсюнинская
Евсюнинская — деревня в Верховажском районе Вологодской области.
Входит в состав Морозовского сельского поселения, с точки зрения административно-территориального деления — в Морозовский сельсовет.
Расстояние по автодороге до районного центра Верховажья — 25,1 км, до центра муниципального образования Морозово — 0,8 км. Ближайшие населённые пункты — Михайловская, Силинская-1, Морозово, Машковская, Мининская.
По переписи 2002 года население — 51 человек (20 мужчин, 31 женщина). Всё население — русские.